# Allyson Felix
Allyson Felix, ameriška atletinja, * 18. november 1985, Los Angeles, Kalifornija, ZDA.
Njen dar za atletiko ni bil odkrit vse dokler ni v devetem razredu prvič tekla na atletski progi. Samo deset tednov po prvem treningu je že zasedla 7. mesto na državnem prvenstvu na 200 metrov. 
Pri samo osemnajstih letih je Allyson na OI v Atenah, leta 2004 osvojila srebrno medaljo v šprintu na 200 metrov, s časom 22,18. 
Leto pozneje je postala najmlajša svetovna prvakinja v zgodovini atletike, saj je na svetovnem prvenstvu v atletiki, leta 2005, v Helsinkih, postala svetovna prvakinja na 200 metrov. Ta naslov je čez dve leti, na svetovnem prvenstvu v Osaki obranila,  premagala pa je tudi njeno večno tekmico v šprintu, jamajčanko Veronico Campbell, s časom 21,81, s čimer je močno izboljšala svoj dosedanji osebni rekord. 
V Osaki je Allyson postala šele druga ženska atletinja, ki je na enem svetovnem prvenstvu osvojila tri zlate kolajne. Dve zlati je namreč osvojila še v ameriški štafeti 4x400 metrov in 4x100 metrov.
Po drugem zaporednem svetovnem naslovu je dejala, da njen cilj ni svetovni rekord ampak olimpijsko zlato, na OI 2008, v Pekingu. Tam je za las zgrešila finale teka na 100 metrov, a v njeni paradni disciplini, v šprintu na 200 metrov, je osvojila srebro, za Veronico Campbell. Čeprav se ji želja po zlatu na 200 metrov ni izpolnila, pa je zato zlato na tistih OI osvojila skupaj z ameriško štafeto, 4x400 metrov. 
Ameriška ženska štafeta tako ni bila premagana na velikih tekmovanjih že od leta 2007. Imela je tudi najbolši čas v ženskih štafetah 4x400 metrov, v zadnjih dvanajstih letih, namreč 41,58, ki je tudi osmi najbolši rezultat ženske štafete 4x400 metrov vseh časov. Ta čas so postavile  Lauryn Williams, Allyson Felix, Muna Lee in Carmelita Jeter, na pripravah za Svetovno prvenstvo v atletiki 2009, v Berlinu.
Na Svetovnem prvenstvu v atletiki, v Berlinu, leta 2009, je Allyson nastopila v teku na 200m in v ameriški štafeti 4x400m. Že v kvalifikacijah je z najbolšim kvalifikacijskim izidom napovedala, da je pripravljena še na tretji zaporedni naslov svetovne prvakinje na 200m, ki ga je tudi obranila in še tretjič zapored se je povzpela na najvišjo stopničko SP, kjer so še tretjič njej v čast vrteli državno himno ZDA.
Po olimpijskem zlatu v ženski štafeti 4x400m, so Američanke v Berlinu osvojile drugi zaporedni naslov, kjer so drugouvrščene Jamajčanke zaostale za Američankami skoraj 4 sekunde. V štafeti 4x100m zlata niso obranile, saj v tej disciplini Američanke sploh niso nastopile.  

### Rekordi s tekmovanj
| Leto | Tekmovanje                                  | Država                  | Rezultat | Disciplina     |
| ---- | ------------------------------------------- | ----------------------- | -------- | -------------- |
| 2004 | US Olympic Track and Field Trials           | Sacramento, Kalifornija | 1.       | 200m           |
| 2004 | Poletne olimpijske igre 2004                | Atene, Grčija           | 2.       | 200m           |
| 2005 | USATF Outdoor Track and Field Championships | Carson, Kalifornija     | 1.       | 200m           |
| 2005 | Svetovno prvenstvo v atletiki               | Helsinki, Finska        | 1.       | 200m           |
| 2006 | World Athletics Final                       | Stuttgart, Nemčija      | 1.       | 200m           |
| 2006 | World Athletics Final                       | Stuttgart, Nemčija      | 3.       | 100m           |
| 2007 | USATF Outdoor Track and Field Championships | Indianapolis, Indiana   | 1.       | 200m           |
| 2007 | Svetovno prvenstvo v atletiki               | Osaka, Japonska         | 1.       | 200m           |
| 2007 | Svetovno prvenstvo v atletiki               | Osaka, Japonska         | 1.       | štafeta 4x100m |
| 2007 | Svetovno prvenstvo v atletiki               | Osaka, Japonska         | 1.       | štafeta 4x400m |
| 2008 | Poletne olimpijske igre 2008                | Peking, Kitajska        | 2.       | 200m           |
| 2008 | Poletne olimpijske igre 2008                | Peking, Kitajska        | 1.       | štafeta 4x400m |